# Balabánci
Balabánci je český animovaný televizní seriál z roku 1993 vysílaný v rámci Večerníčku. Na scénáři pracovali Jaroslav Pacovský a Dagmar Doubková. Režijně natáčení vedla Dagmar Doubková spolu s Janem S. Tománkem. Pohádkový seriál namluvil Pavel Zedníček. Výtvarníkem byl Jan S. Tománek. Bylo natočeno 7 epizod, po 7 minutách.
Jednalo se o seriál, který měl hravou a nenásilnou formou seznámit malé diváky prostřednictvím veselých postaviček se základními pravidly silničního provozu.

## Seznam dílů
1. Ve městě
2. Mezi auty
3. Přes ulici
4. Na hřišti
5. Na křižovatce
6. Na sněhu
7. Po stopách lupičů